# Pío Alonso
Nicasio Jesús Pío Alonso García (Gijón, Asturias, España, 16 de marzo de 1925-ib., 29 de diciembre de 2008), conocido como Pío Alonso, fue un futbolista español que jugaba como delantero. El principal equipo a lo largo de su carrera deportiva fue el Real Gijón, con el que disputó 135 encuentros en los que anotó un total de noventa y tres goles.

## Trayectoria
Comenzó a jugar al fútbol de niño en equipos como el Atochino, el Estrella Roja o el Asfaltino y, desde que se encontraba en edad juvenil, militó en clubes de la órbita del Real Gijón como el Olimpia, el Hispano y el Deportivo Gijonés.
Se incorporó al primer equipo rojiblanco en 1944, ya en Primera División, e intervino en diez partidos en los que anotó un total de once goles. Posteriormente, se mantuvo en el Sporting hasta 1950, cuando fue traspasado al Club Atlético de Madrid por un total de 500 000 pesetas. En el Atlético permaneció una sola temporada en la que consiguió el campeonato de Liga, tras lo cual fichó por el Real Zaragoza, club en el que se militó hasta 1954, momento en que regresó a su Gijón natal para colgar las botas en el Sporting un año después.

## Clubes
| Club                    | País   | Año       |
| ----------------------- | ------ | --------- |
| Real Gijón              | España | 1944-1950 |
| Club Atlético de Madrid | España | 1950-1951 |
| Real Zaragoza           | España | 1951-1954 |
| Real Gijón              | España | 1954-1955 |

## Palmarés

### Campeonatos nacionales
| Título        | Club                    | País   | Año  |
| ------------- | ----------------------- | ------ | ---- |
| Liga española | Club Atlético de Madrid | España | 1951 |